# Amalie Rother

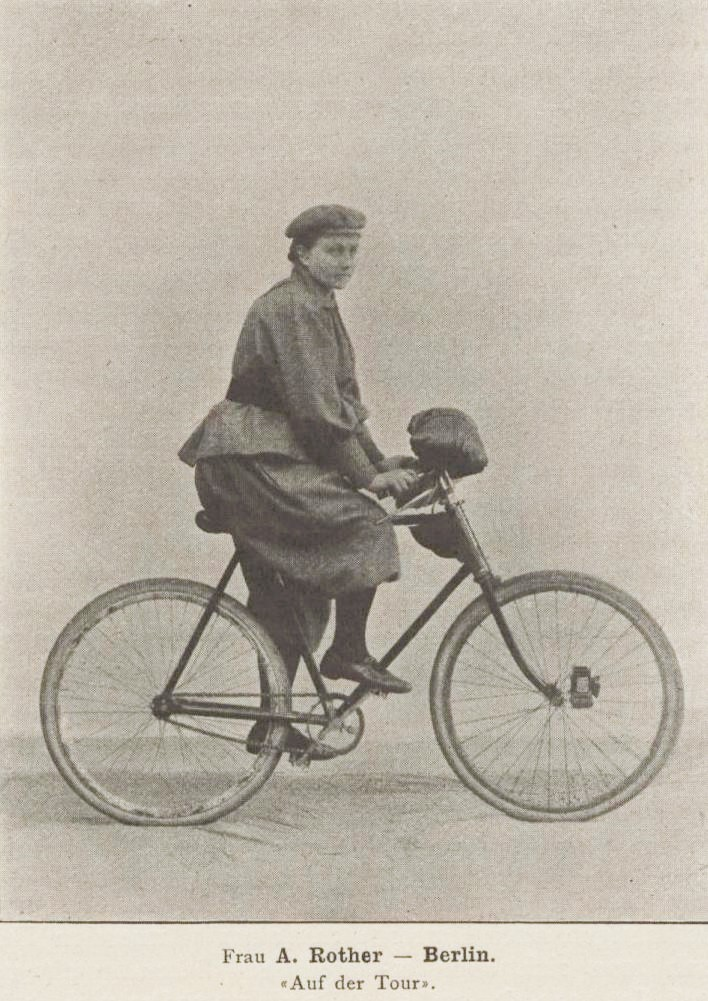
Amalie Rother (1897)

Amalie Rother (* 1865; † nach 1927) war eine deutsche Fahrradpionierin und -aktivistin.

## Biographie

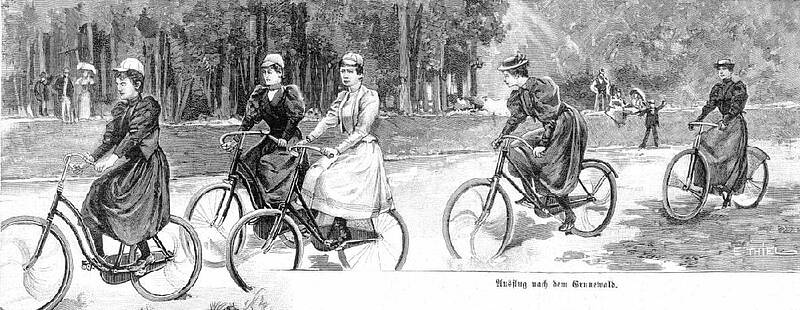
Ausfahrt des Damen-Radfahr-Clubs Berlin im Grunewald (ca. 1894)

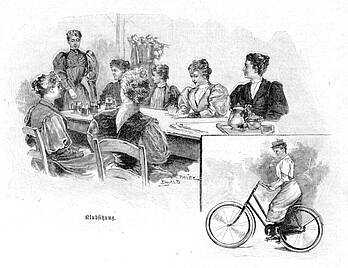
Clubsitzung des Damen-Radfahr-Clubs (ca. 1894)

Über den Lebensweg von Amalie Rother ist nur wenig bekannt. Sie wurde 1865 geboren und gehörte zum „gehobenen bürgerlichen Beamten-Milieu Berlins“. Sie wohnte mit Mann und Kindern am Blücherplatz in Berlin-Kreuzberg und bezeichnete sich selbst als „einfache deutsche Hausfrau“.
Dass Amalie Rother bekannt wurde, geht auf ihre Artikel zum Thema Radfahren für Frauen zurück. Ihr erster war Das Damenfahren, der 1897 in dem Sammelband Der Radfahrsport in Bild und Wort von Paul von Salvisberg publiziert wurde und in dem sie unterhaltsam und lebendig ihre Erfahrungen schildert. Dieser Text ist eines der raren ausführlichen Zeugnisse einer Frau inmitten einer erregt geführten Debatte über das Radfahren von Frauen und Mädchen Ende des 19. Jahrhunderts. Er wird seit seinem Erscheinen in deutscher und internationaler Forschung über die Geschichte des Frauenradsports immer wieder angeführt.
1890 hatte Rother als eine der ersten Frauen in Berlin zusammen mit ihrer Freundin Clara Beyer das Radfahren begonnen, zunächst auf einem Dreirad. 1892 erwarb sie ein Damenrad mit Luftreifen, also ein Rad ohne Oberstange. Diese Oberstange stabilisierte die Räder, bei Damenmodellen wurde aber mit Rücksicht auf die Röcke der Frauen darauf verzichtet; um stabil zu sein, waren diese Räder aber schwerer. Rother riet ihren Leserinnen, unbedingt auf die „hässliche und unpraktische Damenmaschine“ zu verzichten.
Da Rother sportliche Ambitionen hatte, wechselte sie zu einem sogenannten „Herrenmodell“, also ein leichteres Rad mit Oberstange. Um ein Herrenrad fahren zu können, mussten Frauen jedoch Hosen tragen, was als unmoralisch gewertet wurde. In der Öffentlichkeit wurden Fahrradpionierinnen wie Rother daher angefeindet. Eine Zeitlang sammelte sie sogar solche Beschimpfungen. Besonders der „Pöbel in Glacéhandschuhen“, wie sie „Gutbürgerliche“ nannte, attackierte sie verbal. Dabei hätten sich insbesondere Frauen aus „besseren Ständen“ besonders „rüde und gemein“ verhalten. Rother lehnte zudem das Tragen eines Korsetts ab – das gehöre in die „Rumpelkammer“ – und befürwortete das Tragen von Bloomers.
1893 nahm Amalie Rother am ersten offiziellen Damenrennen in Deutschland mit weiteren sieben Starterinnen in Berlin-Halensee teil. Dieses Rennen trug nach ihrer Ansicht entscheidend zur Entwicklung des Frauenradfahrens in Berlin bei, auch wenn sie selbst keinen vordere Platz belegte.

„Wir alten Berliner Radfahrerinnen wussten ganz genau, was wir thaten, als wir 1893 auf die Bahn hinaustraten. Wir wollten weder unsere Reize den Zuschauern präsentieren, für Mütter heranwachsender Töchter schon eine etwas schnurrige Zumutung, noch uns an den […] sehr bescheidenen Preisen bereichern, sondern wir wollten dem Publikum zeigen,
dass wir Herrinnen unserer Maschine waren und den Damen zurufen: Hier seht her und macht es uns nach! Beides ist gelungen.“

Rother selbst trat bald vom Radrennsport zurück, da sie nach eigenen Angaben nicht mit den besten Fahrerinnen mithalten konnte. Sie wandte sich dem Tourenfahren zu und bereiste bis 1897 Teile Deutschlands, Dänemarks, Frankreichs und Italiens mit dem Rad.
1894 gründete Rother zusammen mit sieben weiteren Frauen (die auch an dem Rennen in Halensee teilgenommen hatten) den Damen-Radfahr-Club Berlin, den vierten reinen Frauenclub im deutschsprachigen Raum. Mit den ersten Frauen-Vereinen ab 1894 traten zunehmend auch mehr weibliche Mitglieder dem Deutschen Radfahrer-Bund (DRB) bei. Zu einer umkämpften Frage entwickelte sich das Stimmrecht von Frauen im DRB, das die Mitglieder bei Eintritt automatisch erwarben. Der DRB-Bundestag 1897 in Bremen schlug vor, dass weibliche Mitglieder bei Verzicht auf die Verbandspublikationen einen geringeren Beitrag zu entrichten hätten und gleichzeitig ihr Stimmrecht verlören. Amalie Rother attackierte diesen Vorschlag in der Verbandszeitschrift Die Radlerin 1897 heftig:

„Darum, Kameradinnen, ans Werk! Mit schönen Reden auf dem Bundestag ist es nicht gethan, die ändern an der definitiven Abstimmung auch nicht das geringste. Arbeitet von heute ab! Benutzt jede Gelegenheit! Wirkt gesellschaftlich! Gründet Frauenvereine und unterstützt die bestehenden!“

Im Laufe des Jahres 1898 veröffentlichte Amalie Rother weitere Beiträge in Die Radlerin, in denen sie dafür argumentierte, dass Frauen vollwertige Mitglieder im Verband mit Stimmrecht sein sollten. Ihr sei dabei sehr bewusst gewesen, dass die sportliche Emanzipation symbolisch auf andere gesellschaftliche Bereiche ausstrahlte, so der Historiker Lars Amenda. Der folgende Verbandstag in Dortmund beschloss jedoch, die Beiträge von weiblichen Familienangehörigen herabzusetzen, die dafür lediglich ein Abzeichen und eine Zeitschrift erhalten sollten. Im Jahr 1900 wurde das Wahlrecht von Frauen im Verband eingeschränkt und Frauenradrennen verboten.
Über Amalie Rothers weiteren anschließenden Lebensweg ist nichts bekannt. Zuletzt war sie im Berliner Adressbuch von 1927 in der Triftstr. 62 in Berlin-Wedding als Witwe verzeichnet.

## Publikationen
- Nochmals das Rennfahren der Damen. In: Deutscher Radfahrer-Bund,. 7. Jg. 1984, S. 1130.
- Das Dreirad. In: Rad-Welt. Nr. 27, 1895.
- Amalie Rother: Das Damenfahren. In: Paul Salvisberg (Hrsg.): Der Radfahrsport in Wort und Bild. 1897, S. 111–136.
- Saalfahren der Damen. In: Die Radlerin. 2. Jg. 1898, S. 98–100.
- Stimmrecht der Frauen im D. R. B. In: Die Radlerin. 2. Jg. 1898, S. 290–295.
- Gott schütze uns vor unseren Freunden. In: Die Radlerin. 2. Jg. 1898, S. 445–446.
- Das Frauenstimmrecht auf dem Dortmunder Bundestage. In: Die Radlerin. 2. Jg. 1898, S. 550–552.